# Fludarabina

Formula di struttura del fludarabina fosfato

La fludarabina (o 9β-D-arabinofuranosil-2-fluoroadenina) è un farmaco chemioterapico usato soprattutto nel trattamento della leucemia linfoblastica cronica a cellule B. Somministrata per via endovenosa o per via orale, è un analogo della purina e, pertanto, si comporta da antimetabolita.
La fludarabina viene fatta assumere come principio attivo nella sua forma fosforilata, cioè il fludarabina fosfato. La forma non fosforilata viene impiegata nell'ambito di ulteriori terapie antitumorali.